# 副腎不全
副腎不全（ふくじんふぜん）とは、副腎が分泌するステロイドホルモンの欠乏により発症する病態である。この他に、ステロイド剤の投与が原因となる場合もある。

## 症状
発熱、悪心、嘔吐などが高頻度に見られるが、副腎不全特有の症状は少ない。これらよくある症状は、全身症状や精神症状や消化器症で発現するため、急性腹症や感冒などと誤診を招く。副腎不全を見落とし治療が遅れれば死亡に至る。

## 臨床的な兆候

### 急性副腎不全
初期症状は、全身倦怠、無気力、食欲不振、体重減少、吐気、腹痛、便秘、下痢微熱、など非特異的（日常よくある症状）である。しかし、この状態で12時間程度経過すると、意識障害（失認、誤認、記銘障害など）やショック症状（ミネラルコルチコイド欠乏所見としての低血圧が主要兆候）を起こす。低血糖はまれだが、認められる場合は二次性副腎不全の疑いがある。

### 慢性副腎不全
原発性副腎不全は日光にあたる部分や皮膚に力のかかる所の色素沈着が特徴的である（慢性のコルチゾール欠乏症のため下垂体からのACTH分泌亢進のため。二次、三次性副腎不全では色素沈着はない）。そのほか、立ちくらみ（アルデストロン欠乏による脱水での低血圧）、味覚嗅覚異常、女性の恥毛腋毛減少や閉経。男性の関節内石灰化。